# Day6
Day6 (hangul: 데이식스) är ett sydkoreanskt rockband bildat år 2015 av JYP Entertainment.
Gruppen består av de fyra medlemmarna Sungjin (28), Young K (28), Wonpil (27) och Dowoon (26).

## Medlemmar
| Artistnamn   | Artistnamn | Födelsenamn     | Födelsenamn | Födelsedatum      | Medlemstid |
| Romanisering | Hangul     | Romanisering    | Hangul      | Födelsedatum      | Medlemstid |
| Nuvarande    | Nuvarande  | Nuvarande       | Nuvarande   | Nuvarande         | Nuvarande  |
| ------------ | ---------- | --------------- | ----------- | ----------------- | ---------- |
| Sungjin      | 성진       | Park Sung-jin   | 박성진      | 16 januari 1993   | 2015-idag  |
| Young K      | 영케이     | Kang Young-hyun | 강영현      | 19 december 1993  | 2015-idag  |
| Wonpil       | 원필       | Kim Won-pil     | 김원필      | 28 april 1994     | 2015-idag  |
| Dowoon       | 도운       | Yoon Do-woon    | 윤도운      | 25 augusti 1995   | 2015-idag  |
| Tidigare     |            |                 |             |                   |            |
| Jae          | 제이       | Park Jae-hyung  | 박제형      | 15 september 1992 | 2015-2021  |
| Junhyeok     | 준혁       | Im Jun-hyeok    | 임준혁      | 17 juli 1993      | 2015-2016  |

## Diskografi

### Album
| Albuminformation                                                | Topplacering          |
| Albuminformation                                                | Sydkorea (Gaon Chart) |
| --------------------------------------------------------------- | --------------------- |
| The Day (EP-skiva) - Släppt: 7 september 2015                   | 6                     |
| Daydream (EP-skiva) - Släppt: 30 mars 2016                      | 4                     |
| Sunrise (EP-skiva) - Släppt: 7 juni 2017                        | 14                    |
| Moonrise (EP-skiva) - Släppt: 6 december 2017                   | 18                    |
| Shoot Me: Youth Part 1 (EP-skiva) - Släppt: 26 juni 2018        | 3                     |
| Remember Us: Youth Part 2 (EP-skiva) - Släppt: 10 december 2018 | 3                     |
| The Book of Us: Gravity (EP-skiva) - Släppt: 15 juli 2019       | 1                     |
| The Book of Us: The Demon (EP-skiva) - Släppt: 11 maj 2020      | 2                     |
| The Book of Us: Negentropy (EP-skiva) - Släppt: 19 april 2021   | 3                     |

### Singlar
| År       | Titel                   | Topplacering          | Topplacering   |
| År       | Titel                   | Sydkorea (Gaon Chart) | Japan (Oricon) |
| -------- | ----------------------- | --------------------- | -------------- |
| 2015     | "Congratulations"       | 58                    | —              |
| 2016     | "Letting Go"            | —                     | —              |
| 2017     | "I Wait"                | —                     | —              |
| 2017     | "You Were Beautiful"    | 92                    | —              |
| 2017     | "How Can I Say"         | —                     | —              |
| 2017     | "I'm Serious"           | 96                    | —              |
| 2017     | "Dance Dance"           | —                     | —              |
| 2017     | "I Smile"               | 98                    | —              |
| 2017     | "Hi Hello"              | –                     | —              |
| 2017     | "What Can I Do"         | –                     | —              |
| 2017     | "I Loved You"           | 87                    | —              |
| 2017     | "When You Love Someone" | –                     | —              |
| 2017     | "All Alone"             | –                     | —              |
| 2017     | "I Like You"            | 88                    | —              |
| 2018     | "Shoot Me"              | –                     | —              |
| Japanska |                         |                       |                |
| 2018     | "If -Mata Aetara-"      | –                     | 28             |
| 2018     | "Stop The Rain"         | –                     | 69             |